# Darwin-Reisratte
Die Darwin-Reisratte (Nesoryzomys darwini) ist ein ausgestorbenes mäuseartiges Nagetier aus der Gattung der Galápagos-Reisratten (Nesoryzomys).
Die Art ist nach dem Naturforscher Charles Darwin benannt.

## Beschreibung
Die Darwin-Reisratte erreichte eine Länge von 222 mm. Die Schwanzlänge betrug 89 mm und die Hinterfußlänge 27 mm. Die Oberseite war graubraun, die Unterseite gelbbraun gefärbt.

## Verbreitung und Lebensweise
Die Darwin-Reisratte war endemisch auf der Insel Santa Cruz im Galapagos-Archipel. Sie war vermutlich nachtaktiv und hielt sich tagsüber in Höhlen oder Felsspalten auf.

## Aussterben
1906 wurden die ersten beiden Exemplare in der Academy Bay gesammelt, 1929 vier weitere in der Academy Bay und der Conway Bay. 1930 gab es den letzten Nachweis der Art. Ende der 1930er Jahre wurde die Hausratte eingeschleppt; vermutlich starb die Darwin-Reisratte durch mit der Hausratte eingeschleppte Krankheitserreger oder durch die direkte Konkurrenz mit dieser Art aus. Weitere Aussterbeursachen könnten die später ebenfalls eingebürgerten Wanderratten sowie die Nachstellung durch verwilderte Hauskatzen gewesen sein.